# 55 Cygni
Désignations
55 Cygni (en abrégé 55 Cyg) est une étoile supergéante bleue de cinquième magnitude de la constellation boréale du Cygne. On pense qu'elle est membre de l'association OB7 du Cygne (en), une association d'étoiles massives de type O et B située à environ ∼ 2 700 a.l. (∼ 828 pc).
55 Cygni est une étoile légèrement variable et elle porte également la désignation d'étoile variable de V1661 Cygni. Quand elle a été analysée pour la première fois, elle a été classée comme une variable supergéante irrégulière, mais des études ultérieures ont affiné cette classification, la traitant comme une variable de type α Cygni. Elle montre des pulsations ayant des périodes multiples qui vont de quelques heures à 22 jours, à la fois sur les modes p et g. En dehors de ces pulsations, des modes étranges et des instabilités qui leur sont associés ont également été détectés dans les modélisations de l'étoile. Son spectre présente également une variation, ce qui a conduit à différentes classifications de l'étoile. Elle était à l'origine considérée comme un standard pour le type spectral B3 Ia.
Les propriétés exactes de 55 Cygni ne sont pas connues avec précision et elles sont également variables. C'est une supergéante bleue chaude qui est plusieurs centaines de milliers de fois plus lumineuse que le Soleil. Le type de pulsations que 55 Cygni expose suggère qu'elle était auparavant une supergéante rouge qui a perdu ses couches externes. On pense que les supergéantes rouges les plus massives passent par une phase de supergéante bleue avant de devenir des étoiles Wolf-Rayet, puis qu'elles finissent leur vie en explosant dans une supernova de type Ib ou Ic.